# Vương quốc Xơ Đăng
Vương quốc Xê Đăng (tiếng Pháp: Royaume des Sedangs; tiếng Xơ Đăng: Kong Rơtéang) là một thực thể chính trị tự xưng do nhà thám hiểm Pháp Charles-Marie David de Mayréna thành lập tháng 6 năm 1888 và tồn tại đến năm 1889. Vương quốc Sedang nằm trong khoảng khu vực Kon Tum hiện nay.
Ông xưng danh là "Marie Đệ nhất, Vua xứ Sedang". Tên vương quốc đôi lúc được gọi là vương quốc của người Xê Đăng hay vương quốc của tất cả các dân tộc Xê Đăng.

## Hình thành
Nguyên là một nhân viên ngân hàng ở Pháp, Mayréna bắt buộc phải bỏ việc và gia đình sang Java nằm trong Indonesia ngày nay sinh sống vì dính líu đến một số phi vụ lừa đảo. Khi ở Java, ông lại bị nhà cầm quyền Hà Lan trục xuất về Pháp vì lừa đảo một gia đình người Hà Lan ở đây. Năm 1886, ông đến Sài Gòn và sở hữu một đồn điền ở khu vực Nam Kỳ.
Trong khoảng thời gian đó, vua Xiêm (Thái Lan ngày nay) sau khi kiểm soát vùng phía nam Lào, đã bắt đầu đòi một số vùng đất lân cận ở Tây Nguyên ngay sát khu vực thuộc quyền kiểm soát của chính phủ thực dân Pháp. Lợi dụng điều này, năm 1888, Mayréna xin phép chính quyền Pháp đi thám hiểm khu vực Tây Nguyên để thỏa thuận với các dân tộc thiểu số ở đây và được toàn quyền Đông Dương lúc đó là ông Ernest Constans chấp thuận. Sau đó, Mayréna đi đến Quy Nhơn để chuẩn bị thám hiểm khu vực Tây Nguyên. Ngày 21 tháng 4 năm 1888, ông rời Quy Nhơn với một người bạn là ông Alphonse Mercurol, một phiên dịch viên, một người đầu bếp, bốn người Trung Quốc và 80 người hầu. Trong thời gian này, ông chữa bệnh cho một số người dân tộc thiểu số và được một số làng ở khu vực này phong làm trưởng làng. Lợi dụng điều này, ông thông qua sự giúp đỡ của các giáo sĩ Công giáo là giáo sĩ Pierre Irigoyen (1856-19?) và Jean Baptiste Guerlach (1858-1912, Cố Cảnh) giúp đỡ, đã thuyết phục một số dân tộc thiểu số (cụ thể Xê Đăng là hai dân tộc Ba Na và Xê Đăng) rằng họ có thể thành lập một vương quốc riêng, hoàn toàn độc lập.
Ngày 3 tháng 6 năm 1888, vương quốc được thành lập với Mayréna là vua, lấy hiệu là Vua Marie đệ nhất, vua Xơ Đăng. Linh mục Jules Vialleton (1848-1909) làm quốc sư, Tù trưởng người Sedang Krui làm Tể tướng. Thủ đô được lập tại làng Kon Gung, hiện nay thuộc xã Dak Mar, huyện Đăk Hà, tỉnh Kon Tum. Thủ đô lấy tên là Pelei Agna hay thành phố vĩ đại. Một số nguồn nói rằng tên thủ đô của vương quốc Xê Đăng là Maria Pelei. Hai ngày sau, Mayréna hoàn thành hiến pháp cho vương quốc Xê Đăng.

## Quốc kì
Một phần do khoảng thời gian tồn tại ngắn ngủi cũng như việc vương quốc Xê Đăng không được bất cứ quốc gia nào công nhận, không ai rõ quốc kì của vương quốc Xơ Đăng trông thế nào, nhiều nguồn chỉ ra nhiều quốc kì khác hẳn nhau. Tuy nhiên, hiến pháp của vương quốc Xê Đăng ghi là cờ của vương quốc Xê Đăng màu xanh da trời, có một cây thập giá màu trắng, ở giữa cây thập giá là một ngôi sao màu đỏ.

## Giải tán
Sau khi thành lập vương quốc Xê Đăng, Mayréna quay về Quy Nhơn và thuyết phục chính quyền thực dân Pháp mua lại vương quốc Xê Đăng đổi lấy độc quyền thương mại cho ông và nhiều lần ngụ ý sẽ nhượng lại cho người Phổ nếu Pháp không mua. Sau khi Toàn quyền Pháp là Étienne Richaud từ chối đề nghị này, Mayréna mượn tiền từ một thợ may người Trung Quốc tên là A. Kong và đặt hàng 1000 bộ đồng phục. Sau đó ông đi Hồng Kông với ý định bán lại vương quốc Xê Đăng cho người Anh, trong chuyến đi đó, ông dùng hết số tiền vay được từ A. Kong. Cũng như Pháp, chính phủ Anh cũng từ chối đề nghị của Mayréna. Trong thời gian Mayréna ở Hồng Kông, công sứ Quy Nhơn Charles Lemire (1839 - 1912) - một người ủng hộ Mayréna bị cách chức và thuyên chuyển về Vinh, thay vào đó là Edmond Guiomar (1853 - 1890) - một người quyết liệt chống lại sự hình thành vương quốc Xê Đăng. Sau khi Guiomar làm công sứ không lâu, Khâm sứ Pháp Paul Rheinart (11/1888 - 5/1889) gửi bức thư đề tháng 1/1889 cho Chủ tịch Liên bang Bahnar-Reungao, báo tin công sứ Guiomar sẽ lên Kontum, xác nhận Mayréna như một tên phiêu lưu đã lừa gạt dân Sédangs. Từ nay sẽ không cho Mayréna trở lại vùng cao nguyên nữa. Đầu tháng 4/1889, công sứ Guiomar và phụ tá là Simoni ra lệnh giải tán vương quốc Sédang. Về phần mình, sau khi bị từ chối ở Hồng Kông, Mayréna đi đến Bỉ và thỏa thuận với một người Bỉ có tên Somsy, qua đó Somsy cung cấp vũ khí và tiền cho Mayréna đổi lấy độc quyền khai thác khoáng sản ở vương quốc Xê Đăng. Mayréna định tuồn số vũ khí này vào Việt Nam với ý định giành lại quyền kiểm soát vương quốc Xê Đăng. Kế hoạch của ông đổ bể do bị hải quân Pháp chặn lại và vũ khí của ông bị tịch thu với lý do buôn lậu ở Singapore.
Sau khi kế hoạch giành lại quyền kiểm soát Xê Đăng đổ bể, Mayréna cải sang đạo Hồi, cưới một phụ nữ người Malaya (nay là Malaysia) và định cư tại đảo Siribua. Sau đó ông đến đảo Tioman, Malaya với hai người bạn là Horace Villeroi và Harold Scott và mất ở đây ngày 11 tháng 11 năm 1890 không rõ lý do. Vương quốc Xê Đăng coi như không còn tồn tại.

## Di sản
Sau khi vương quốc Xê Đăng được thành lập, Mayréna phong tước quý tộc cho hàng chục người khác nhau. Vương quốc Xê Đăng đầu tiên có xuất bản một bộ tem. Bộ tem này được in hai lần, lần đầu năm 1888. Và lần thứ hai năm 1889, tuy nhiên, ở lần thứ 2, do Mayréna không trả tiền cho xưởng in, bộ tem không được xuất bản sang Đông Dương mà được xưởng in bán lại cho các nhà sưu tập tem ở châu Âu.

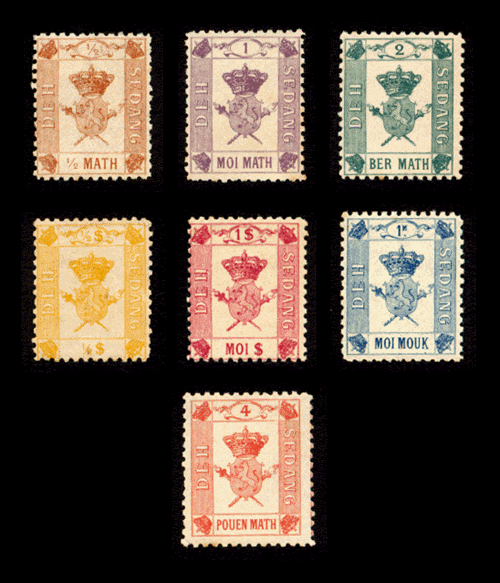
Bộ tem duy nhất của vương quốc Xơ Đăng.

Vương quốc Xê Đăng được tái lập năm 1995 ở Montreal, Canada với Derwin J. K. W. Mak làm nhiếp chính và một quốc hội với Capucine Plourde làm tổng thống. Tiểu quốc gia này có bán tem và tước hiệu quý tộc.